# Calanchi e praterie aride della media Valle del Foglia
Calanchi e praterie aride della media Valle del Foglia este o arie protejată (arie de protecție specială avifaunistică — SPA) din Italia întinsă pe o suprafață de 10.162 ha, integral pe uscat.

## Localizare
Centrul sitului Calanchi e praterie aride della media Valle del Foglia este situat la coordonatele 43°47′44″N 12°34′58″E / 43.795663°N 12.582786°E.

## Înființare
Situl Calanchi e praterie aride della media Valle del Foglia a fost declarat arie de protecție specială avifaunistică în martie 2003 pentru a proteja 1 specie de plante și 34 de specii de animale.

## Biodiversitate
Situată în ecoregiunea continentală, aria protejată conține 6 habitate naturale: Pseudostepă cu ierburi și specii anuale de Thero-Brachypodietea, Galerii de Salix alba și de Populus alba, Pajiști uscate seminaturale și facies de acoperire cu tufișuri pe substraturi calcaroase (Festuco-Brometalia) (* situri importante pentru orhidee), Păduri de stejar alb estice, Râuri cu maluri nămoloase cu vegetație de Chenopodion rubri p.p. și Bidention p.p., Liziere de ierburi înalte hidrofile de câmpie și de nivel montan până la alpin.
La baza desemnării sitului se află mai multe specii protejate:
- plante (1): Himantoglossum adriaticum
- păsări (34): pescăruș albastru (Alcedo atthis), gâscă cenușie (Anser anser), fâsă-de-câmp (Anthus campestris), ciuf de câmp (Asio flammeus), cucuvea (Athene noctua), șorecarul comun (Buteo buteo), bătăuș (Calidris pugnax), caprimulg (Caprimulgus europaeus), barză albă (Ciconia ciconia), barză neagră (Ciconia nigra), șerpar (Circaetus gallicus), erete de stuf (Circus aeruginosus), erete vânăt (Circus cyaneus), erete cenușiu (Circus pygargus), cioară neagră (Corvus corone), cristeiul de câmp (Crex crex), presură de grădină (Emberiza hortulana), șoim de iarnă (Falco columbarius), șoim călător (Falco peregrinus), șoimul rândunelelor (Falco subbuteo), vânturel roșu (Falco tinnunculus), vânturel de seară (Falco vespertinus), cocor (Grus grus), rândunică (Hirundo rustica), sfrâncioc roșiatic (Lanius collurio), sfrâncioc cu cap roșu (Lanius senator), ciocârlie de pădure (Lullula arborea), gaia neagră (Milvus migrans), gaia roșie (Milvus milvus), vultur pescar (Pandion haliaetus), viespar (Pernis apivorus), ploier auriu (Pluvialis apricaria), graur (Sturnus vulgaris), strigă (Tyto alba)

Pe lângă speciile protejate, pe teritoriul sitului au mai fost identificate 4 specii de păsări.